# Тарасівці (село)
Тара́сівці — село в Україні, у Ванчиковецькій сільській громаді Чернівецького району Чернівецької області.

## Географія
Село розташоване на лівому березі річки Прут. Через село проходить автошлях Н10 Чернівці-Кишинів.

## Історія
За даними на 1859 рік у власницькому селі Хотинського повіту Бессарабської губернії мешкало 2422 особи (1226 чоловічої статі та 1196 — жіночої), налічувалось 439 дворових господарств, існувала православна церква.
Станом на 1886 рік у колишньому власницькому селі Новоселицької волості мешкала 3241 особа, налічувалось 579 дворових господарств, існували православна церква, школа та кордон.
За переписом 1897 року кількість мешканців зросла до 3159 осіб (1537 чоловічої статі та 1622 — жіночої), з яких 3138 — православної віри.
З 24 серпня 1991 року село входить до складу незалежної України.
17 липня 2020 року, в результаті адміністративно-територіальної реформи і ліквідації Новоселицького району, село увійшло до складу Чернівецького району.

## Населення
Населення села становить понад 5 тисяч осіб, з яких 95 % — румуни та молдавани.

### Мова
Молдавська мова визнана в Тарасівці регіональною.
Розподіл населення за рідною мовою за даними перепису 2001 року:
| Мова       | Відсоток |
| ---------- | -------- |
| румунська  | 97,43%   |
| українська | 1,86%    |
| російська  | 0,54%    |

## Уродженці села
- Апопій Віктор Володимирович - доктор економічних наук.
- Мойсей Антоній Аркадійович - доктор історичних наук.
- Мойсей Микола Іванович 1923 р. н., стрілець 4 ср 800 сп 143 сд, молдованин, в Червоній армії з 15.06.1944 р., призваний Новоселицьким РВК. На фронті з 15.12.1944 р., поранений 26.03.1945 р. Нагороджений медаллю «За відвагу», наказ № 60-Н від 17.01.1945 р. Дружина — Мойсей Євгенія Павлівна, с. Тарасівці Новоселицького району. 26.03.1945 р. у бою за безіменну висоту, що південніше м. Цедан, червоноармієць Мойсей під жорстоким вогнем противника висунувся вперед і влучним автоматним вогнем знищив обслугу двох кулеметів, які заважали просуванню вперед нашої піхоти. При виконанні цього завдання червоноармієць Мойсей був важко поранений. Гідний урядової нагороди — ордена Слави 3-го ступеня*. *Нагороджений орденом Слави 3-го ступеня. Наказ № 003-Н від 12.04.1945 р. ЦАМО, ф. 1369, оп. 2, спр. 60, арк. 19.